# Alte Maße und Gewichte (Württemberg)
Alte Maße und Gewichte gab es vor der Einführung des metrischen Systems sowohl in den Gebieten Altwürttembergs als auch bis 1871 im Königreich Württemberg.

## Geschichte

### Regionale Systeme
Während des Mittelalters und der frühen Neuzeit gab es keine einheitliche Festlegung der Maße und Gewichte. Die diesbezüglichen Gegebenheiten variierten innerhalb des Heiligen Römischen Reichs je nach Region, Berufsgruppen und Produkten. Das betraf auch die Grafschaft und das junge Herzogtum Württemberg. Das Einhergehen verschiedener lokaler Maßsysteme führte dazu, dass sich die Händler und Zünfte an den Bestimmungen des jeweils nächstgelegenen führenden Amtes orientierten und insbesondere der Handel gezwungen war, Vergleichstabellen mit der Auflistung relevanter Maße und Gewichte zu erstellen und mitzuführen.
Ein erster Versuch zur Vereinheitlichung der Maße und Gewichte im Herzogtum Württemberg wurde 1514 von Herzog Ulrich unternommen, der jedoch scheiterte. Es führte dies zum Aufstand des Armen Konrad, weil es bei der Durchführung zur Verwendung geringeren Gewichts trotz gleicher Gewichtsangabe kam, so dass ein Käufer für weniger Ware den gleichen Preis bezahlen sollte.

### Reform unter Herzog Christoph
Nach einer mehrjährigen Phase sorgfältiger Vorbereitung kam es 1557 unter Herzog Christoph zur Vereinheitlichung der Maßsysteme, die so im Wesentlichen bis zum Ende des Jahres 1871 galten. In den Gebieten außerhalb Württembergs, die im 19. Jahrhundert als Neuwürttemberg bezeichnet wurden, galten bis 1806 weiterhin davon abweichende Maße und Gewichte, die an lokalen Märkten von den jeweiligen Territorialherren festgelegt wurden. Die 1557 im Herzogtum Württemberg eingeführten Maße und Gewichte wurden auch als Neues Landmaß bezeichnet.

### Vereinheitlichung unter König Friedrich
Im Jahre 1806 erließ König Friedrich ein Gesetz, welches die altwürttembergischen Maße nach einer Überprüfung und moderaten Anpassung im gesamten Königreich einführte. Die neuwürttembergischen Oberämter mussten auf eigene Kosten die für sie neu festgelegten Maße und Gewichte beschaffen und ihre Verwendung durchsetzen. Auch die altwürttembergischen Ämter waren angewiesen, ihre Eichgeräte zu überprüfen und gegebenenfalls anzugleichen. Der Vorgang wurde von einer Maßregulierungskommission begleitet und überwacht, die nach erfolgreichem Abschluss ihrer Arbeit 1814 aufgelöst werden konnte. Im Königreich Württemberg galten die 1806 festgelegten Maße und Gewichte bis zum Ende des Jahres 1871.

### Metrische Einheiten
Gemäß der 1868 im Bundesgesetzblatt des Norddeutschen Bundes festgelegten Maß- und Gewichtsordnung führte auch das Königreich Württemberg das metrische Maß- und Gewichtssystem ein. Zum Stichtag am 1. Januar 1872 wurden die seit 1557 bzw. 1806 gültigen Einheiten abgeschafft und die neuen traten in Kraft.

## 1557 bis 1871 gebräuchliche Einheiten
In der nachfolgenden Auflistung sind die 1806 bis 1871 verwendeten Einheiten angegeben, die davor schon seit 1557 für Altwürttemberg Gültigkeit hatten. Falls die altwürttembergischen Festlegungen in Einzelfällen davon abweichen, wie es nach 1806 geregelt war, so ist dies explizit erwähnt.
Die nachfolgende Liste nennt nur die gängigsten Maße und Gewichte ohne Anspruch auf Vollständigkeit.

### Allgemeine Längenmaße in Württemberg
Ein Stuttgarter Fuß, gültig von 1557 bis 1871, war auf 127 Pariser Linien festgelegt und entsprach gemäß der amtlichen Umrechnung dem metrischen Wert von etwa 286 mm. Im Regierungsblatt für das Königreich Württemberg wurde der Wert im Jahre 1871 mit 28,649029091 cm angegeben.
| 1 Punkt             |              | ≈ 0,286 mm  |
| 1 Linie             | = 10 Punkte  | ≈ 2,865 mm  |
| 1 Zoll              | = 10 Linien  | ≈ 2,865 cm  |
| 1 Fuß (Schuh)       | = 10 Zoll    | ≈ 28,649 cm |
| 1 Lachter (Bergbau) | = 7 Fuß      | ≈ 2,005 m   |
| 1 Rute              | = 10 Fuß     | ≈ 2,865 m   |
| 1 Poststunde        | = 13 000 Fuß | ≈ 3,724 km  |
| 1 Wegstunde         | = 16 000 Fuß | ≈ 4,584 km  |
| 1 Meile             | = 26 000 Fuß | ≈ 7,449 km  |

Davon abweichend waren in Altwürttemberg bis 1806 eine Rute = 16 Fuß (statt 10 Fuß), und ein Fuß = 12 Zoll = 144 Linien = 1728 Punkte, d. h. zwischen diesen Unterteilungsstufen eines Fußes lag jeweils ein Faktor 12, statt wie seit 1806 nur ein Faktor 10.

### Längenmaße für Textilien in Württemberg
| 1 Elle (Tuch)      | = 2,144 Fuß  | ≈ 61,424 cm |
| 1 Schneller (Garn) | = 2000 Ellen | ≈ 1228,47 m |

### Flächenmaße in Württemberg
Aus sämtlichen Längenmaßen konnten entsprechende Flächenmaße gebildet werden, wie zum Beispiel nachfolgend genannt der Quadratfuß.
| 1 Quadratfuß         |                     | ≈ 821 cm² |
| 1 Morgen             | = 38 400 Quadratfuß | ≈ 3152 m² |
| 1 Tagwerk (Jauchert) | = 1½ Morgen         | ≈ 4728 m² |

### Hohlmaße in Württemberg
Die Umrechnung der württembergischen Hohlmaße in metrische Maße wurde im Regierungsblatt für das Königreich Württemberg 1871 bekannt gegeben.

#### Holz
| 1 Kubikfuß |              | ≈ 23,514 l |
| 1 Ecklein  | = 9 Kubikfuß | ≈ 0,212 m³ |
| 1 Klafter  | = 16 Ecklein | ≈ 3,386 m³ |

#### Baustoffe
| 1 Zuber (Kalk)    |            | ≈ 0,735 hl |
| 1 Kübel (Mörtel)  |            | ≈ 7,348 l  |
| 1 Kasten (Mörtel) | = 24 Kübel | ≈ 1,764 hl |
| 1 Kasten (Sand)   | = 24 Kübel | ≈ 1,881 hl |

#### Getreide
| 1 Eckle    |             | ≈ 692 cm³    |
| 1 Messle   | = 2 Eckle   | ≈ 1384 cm³   |
| 1 Simri    | = 16 Messle | ≈ 22 153 cm³ |
| 1 Scheffel | = 8 Simri   | ≈ 0,177 m³   |

#### Heu
Eine Wanne Heu, gebildet aus jeweils 8 Fuß in Länge, Breite und Höhe, entsprach 12,039  m³.

#### Trübeichmaß
| 1 Schoppen |              | ≈ 479,35 ml  |
| 1 Maaß     | = 4 Schoppen | ≈ 1917,41 ml |
| 1 Imi      | = 10 Maaß    | ≈ 19,1741 l  |
| 1 Eimer    | = 16 Imi     | ≈ 306,786 l  |
| 1 Fuder    | = 6 Eimer    | ≈ 18,407 hl  |

#### Helleichmaß
| 1 Schoppen | ≈ 0,919 Halbliter | ≈ 459 ml    |
| 1 Maaß     | = 4 Schoppen      | ≈ 1,837 l   |
| 1 Imi      | = 10 Maaß         | ≈ 18,37 l   |
| 1 Eimer    | = 16 Imi          | ≈ 293,927 l |
| 1 Fuder    | = 6 Eimer         | ≈ 17,636 hl |

#### Schenkeichmaß
| 1 Schoppen | ≈ 0,835 Halbliter | ≈ 417,5 ml |
| 1 Maaß     | = 4 Schoppen      | ≈ 1,670 l  |

### Gewichtsmaße in Württemberg
Das Stuttgarter Pfund beruhte auf dem im Mittelalter festgelegten Pfund zu zwei Kölner Mark und entsprach 467,728 Gramm. Es wurde bis zum Jahre 1857 nicht auf ein halbes Kilogramm aufgerundet. 
Vor 1806 war ein württembergisches Loth = 14,612 g, nach 1857 war ein Loth = 15,625 g. Somit entsprach ein Pfund zu 32 Loth seit 1857 genau 500 g.  
Nachfolgende Tabelle gibt die gültige Umrechnung ins metrische System für die Jahre 1806 bis 1857 an.
| 1 Quent   | = 1⁄4 Loth              | ≈ 3654 mg   |
| 1 Loth    | = 1⁄2 Unze = 1⁄32 Pfund | ≈ 14,616 g  |
| 1 Unze    | = 2 Loth                | ≈ 29,233 g  |
| 1 Mark    | = 16 Loth               | ≈ 233,864 g |
| 1 Pfund   | = 32 Loth               | ≈ 467,728 g |
| 1 Zentner | = 104 Pfund             | ≈ 48,642 kg |

### Gewichtsmaße (bei Apotheken)
Nachfolgende Tabelle gibt die gültige Umrechnung ins metrische System für die Jahre 1806 bis 1857 an.
| 1 Gran    | = 1⁄240 Loth            | ≈ 62,1 mg   |
| 1 Karat   | = 1⁄60 Loth             | ≈ 248,4 mg  |
| 1 Obolus  | = 1⁄24 Loth             | ≈ 620,9 mg  |
| 1 Skrupel | = 1⁄12 Loth             | ≈ 1241,8 mg |
| 1 Drachme | = 1⁄4 Loth              | ≈ 3725,5 mg |
| 1 Loth    | = 1⁄2 Unze = 1⁄24 Pfund | ≈ 14,902 g  |